# Eycheil
Eycheil is een gemeente in het Franse departement Ariège in de regio Occitanie en telt 500 inwoners (1999). De plaats maakt deel uit van het arrondissement Saint-Girons.

## Geschiedenis
Eycheil was onderdeel van het kanton Saint-Girons tot tot dit op 22 maart 2015 werd opgeheven en en de gemeente werd opgenomen in het op diezelfde dag gevormde kanton Couserans Ouest.

## Geografie
De oppervlakte van Eycheil bedraagt 4,8 km², de bevolkingsdichtheid is 104,2 inwoners per km².
De onderstaande kaart toont de ligging van Eycheil met de belangrijkste infrastructuur en aangrenzende gemeenten.

## Demografie
Onderstaande figuur toont het verloop van het inwonertal (bron: INSEE-tellingen).

Vanwege een beveiligingsprobleem met de MediaWiki Graph-software is het momenteel niet mogelijk deze grafiek weer te geven. Zodra de software is bijgewerkt zal de grafiek vanzelf weer zichtbaar worden.